# Districte de Castelana
El Districte de Castelana és un districte francès del departament dels Alps de l'Alta Provença, a la regió de Provença-Alps-Costa Blava. Té 5 cantons i 32 municipis. El cap del districte és la sotsprefectura de Castelana.

## Cantons
- cantó d'Alòs-Còumarç
- cantó d'Anòt
- cantó de Castelana
- cantó d'Entrevaus
- cantó de Sant Andrieu